# Corynelia uberata
Corynelia uberata är en svampart som beskrevs av Fr. 1818. Corynelia uberata ingår i släktet Corynelia och familjen Coryneliaceae.   Inga underarter finns listade i Catalogue of Life.